# Soussa
Susa sau Soussa este un oraș-stațiune din nord-estul Libiei.